# Андреас Кац
Андреас Кац (8 січня 1988 , Фройденштадт ) — німецький лижник. Учасник зимових Олімпійських ігор 2018.

## Результати за кар'єру
Усі результати наведено за даними Міжнародної федерації лижного спорту.

### Олімпійські ігри
| Рік  | Вік | 15 км індивідуальні пер. | 30 км скіатлон | 50 км мас-старт | Спринт | 4 × 10 км естафета | Командна першість спринт |
| ---- | --- | ------------------------ | -------------- | --------------- | ------ | ------------------ | ------------------------ |
| 2018 | 30  | 25                       | 35             | 14              | —      | 6                  | —                        |

### Чемпіонати світу
| Рік  | Вік | 15 км індивідуальні пер. | 30 км скіатлон | 50 км мас-старт | Спринт | 4 × 10 км естафета | Командна першість спринт |
| ---- | --- | ------------------------ | -------------- | --------------- | ------ | ------------------ | ------------------------ |
| 2019 | 31  | 13                       | 28             | 43              | —      | 6                  | —                        |

### Кубки світу

#### Підсумкові місця в Кубку світу за роками
| Сезон | Вік | Місце в дисципліні | Місце в дисципліні | Місце в дисципліні | Місце в Скі Тур | Місце в Скі Тур | Місце в Скі Тур | Місце в Скі Тур   | Місце в Скі Тур |
| Сезон | Вік | Загалом            | Дистанція          | Спринт             | Nordic Opening  | Tour de Ski     | Скі Тур 2020    | Кубок світу Final | Скі Тур Канада  |
| ----- | --- | ------------------ | ------------------ | ------------------ | --------------- | --------------- | --------------- | ----------------- | --------------- |
| 2010  | 22  | 109                | 68                 | НК                 | Н/Д             | НФ              | Н/Д             | —                 | Н/Д             |
| 2011  | 23  | 176                | 107                | НК                 | —               | НФ              | Н/Д             | —                 | Н/Д             |
| 2012  | 24  | НК                 | НК                 | НК                 | 70              | НФ              | Н/Д             | —                 | Н/Д             |
| 2013  | 25  | 143                | 89                 | НК                 | 62              | 38              | Н/Д             | —                 | Н/Д             |
| 2014  | 26  | НК                 | НК                 | —                  | —               | —               | Н/Д             | —                 | Н/Д             |
| 2015  | 27  | НК                 | НК                 | НК                 | 46              | —               | Н/Д             | Н/Д               | Н/Д             |
| 2016  | 28  | 41                 | 34                 | 78                 | —               | 16              | Н/Д             | Н/Д               | НФ              |
| 2018  | 30  | 67                 | 46                 | НК                 | 31              | 27              | Н/Д             | —                 | Н/Д             |
| 2019  | 31  | 92                 | 64                 | НК                 | —               | 29              | Н/Д             | 38                | Н/Д             |
| 2020  | 32  | 94                 | 56                 | НК                 | 41              | —               | —               | Н/Д               | Н/Д             |
| 2021  | 33  | 109                | 69                 | НК                 | 40              | НФ              | Н/Д             | Н/Д               | Н/Д             |